# Communauté de communes des Deux Sources
La Communauté de Communes des 2 Sources était une communauté de communes française, située dans le département du Pas-de-Calais et la région Hauts-de-France.

## Historique
Le 1er janvier 2008, la Communauté de communes du canton de Pas-en-Artois et la Communauté de communes des villages solidaires fusionnent pour donner naissance à la Communauté de Communes des 2 Sources.
Elle s'est dissoute le 31 décembre 2016. Une partie des communes adhérentes a intégré la Communauté de communes du Sud Artois (Hébuterne, Foncquevillers, Gommecourt, Puisieux, Sailly-au-Bois et Souastre). Une autre partie a intégré la Communauté de communes des campagnes de l’Artois, issue des ex-Communauté de communes La Porte des Vallées, Communauté de communes de l'Atrébatie, et Communauté de communes des Deux Sources.

## Le territoire communautaire

### Composition
La communauté de communes est composée des communes suivantes :
| Nom                   | Code Insee | Gentilé          | Superficie (km2) | Population (dernière pop. légale) | Densité (hab./km2) |
| --------------------- | ---------- | ---------------- | ---------------- | --------------------------------- | ------------------ |
| Amplier               | 62030      | Ampliois         | 8,71             | 308 (2014)                        | 35                 |
| Barly                 | 62084      | Barlysiens       | 6,15             | 220 (2014)                        | 36                 |
| Bavincourt            | 62086      | Bavincourtois    | 7,54             | 382 (2014)                        | 51                 |
| Beaudricourt          | 62091      | Beaudricourtois  | 4,58             | 96 (2014)                         | 21                 |
| Beaufort-Blavincourt  | 62092      | Beaufortins      | 7,98             | 411 (2014)                        | 52                 |
| Berlencourt-le-Cauroy | 62111      | Berlencourtois   | 7,48             | 281 (2014)                        | 38                 |
| Bienvillers-au-Bois   | 62130      | Bienvillois      | 7,39             | 640 (2014)                        | 87                 |
| Canettemont           | 62208      | Canettemontois   | 1,79             | 69 (2014)                         | 39                 |
| Couin                 | 62242      | Couinois         | 5,82             | 106 (2014)                        | 18                 |
| Coullemont            | 62243      | Coullemontois    | 4,04             | 102 (2014)                        | 25                 |
| Couturelle            | 62253      | Couturellois     | 2,10             | 80 (2014)                         | 38                 |
| Denier                | 62266      | Deniérois        | 3,10             | 76 (2014)                         | 25                 |
| Estrée-Wamin          | 62316      | Estrée-Waminois  | 5,20             | 171 (2014)                        | 33                 |
| Famechon              | 62322      | Famechonais      | 4,61             | 116 (2014)                        | 25                 |
| Foncquevillers        | 62341      | Foulquois        | 9,30             | 449 (2014)                        | 48                 |
| Gaudiempré            | 62368      | Gaudiemprois     | 6,26             | 196 (2014)                        | 31                 |
| Givenchy-le-Noble     | 62372      | Givenciens       | 2,52             | 152 (2014)                        | 60                 |
| Gommecourt            | 62375      | Gommecourtois    | 3,35             | 103 (2014)                        | 31                 |
| Grand-Rullecourt      | 62385      | Roricourtois     | 10,71            | 406 (2014)                        | 38                 |
| Grincourt-lès-Pas     | 62389      | Grincourtois     | 2,79             | 32 (2014)                         | 11                 |
| Halloy                | 62404      | Halloyens        | 3,40             | 228 (2014)                        | 67                 |
| Hannescamps           | 62409      | Hannescampois    | 3,17             | 197 (2014)                        | 62                 |
| Hébuterne             | 62422      | Hébuternois      | 11,04            | 518 (2014)                        | 47                 |
| Hénu                  | 62430      | Haisnois         | 4,38             | 165 (2014)                        | 38                 |
| Houvin-Houvigneul     | 62459      | Houvinois        | 8,66             | 229 (2014)                        | 26                 |
| Humbercamps           | 62465      | Humbercampois    | 3,58             | 222 (2014)                        | 62                 |
| Ivergny               | 62475      | Ivriacois        | 7,34             | 263 (2014)                        | 36                 |
| Le Souich             | 62802      | Souichois        | 5,11             | 164 (2014)                        | 32                 |
| Liencourt             | 62507      | Liencourtois     | 3,36             | 280 (2014)                        | 83                 |
| Lignereuil            | 62511      | Linerolois       | 2,92             | 142 (2014)                        | 49                 |
| Magnicourt-sur-Canche | 62537      | Magnicourtois    | 4,57             | 115 (2014)                        | 25                 |
| Mondicourt            | 62583      | Mondicourtois    | 5,06             | 629 (2014)                        | 124                |
| Orville               | 62640      | Orvillois        | 11,95            | 404 (2014)                        | 34                 |
| Pas-en-Artois         | 62649      | Passois          | 10,88            | 803 (2014)                        | 74                 |
| Pommera               | 62663      | Pommerayens      | 4,42             | 322 (2014)                        | 73                 |
| Pommier               | 62664      | Pommiérois       | 5,82             | 236 (2014)                        | 41                 |
| Puisieux              | 62672      | Puisotains       | 11,69            | 699 (2014)                        | 60                 |
| Rebreuve-sur-Canche   | 62694      | Rebreuvois       | 8,28             | 204 (2014)                        | 25                 |
| Rebreuviette          | 62695      | Reubreuviettois  | 8,42             | 276 (2014)                        | 33                 |
| Sailly-au-Bois        | 62733      | Saillysiens      | 9,28             | 304 (2014)                        | 33                 |
| Saint-Amand           | 62741      | Saint-Amandinois | 5,45             | 129 (2014)                        | 24                 |
| Sars-le-Bois          | 62778      | Sarsois          | 2,39             | 79 (2014)                         | 33                 |
| Sarton                | 62779      | Sartonais        | 6,60             | 180 (2014)                        | 27                 |
| Saulty                | 62784      | Saltusiens       | 12,75            | 763 (2014)                        | 60                 |
| Sombrin               | 62798      | Sombrinois       | 6,61             | 243 (2014)                        | 37                 |
| Souastre              | 62800      | Souastriens      | 7,24             | 367 (2014)                        | 51                 |
| Sus-Saint-Léger       | 62804      | Léodégardiens    | 7,31             | 364 (2014)                        | 50                 |
| Thièvres              | 62814      | Thiévrois        | 1,26             | 132 (2014)                        | 105                |
| Warlincourt-lès-Pas   | 62877      | Warlincourtois   | 5,19             | 196 (2014)                        | 38                 |
| Warluzel              | 62879      | Warluzelois      | 4,02             | 232 (2014)                        | 58                 |

## Administration

### Élus
La communauté de communes est administrée par son Conseil communautaire, composé de conseillers municipaux représentant les 50 communes membres.
Le Conseil communautaire du 17 avril 2014 a élu son président, Ernest Auchart, conseiller général et maire d’Hannescamps, ainsi que les six vice-présidents du mandat 2014-2020. Il s'agit : 
1. François Lefel, maire de Pas-en-Artois, chargé du développement économique ;
2. Richard Skowron, maire d'Houvin-Houvigneul, chargé de l’aménagement du territoire ;
3. Damien Bricout,  maire de Warluzel, chargé de l’environnement ;
4. Philippe Vanderbeken, maire de Warlincourt-lès-Pas, chargé de l’enfance et de la jeunesse
5. Pierrette Duez, maire de Rebreuviette, chargée  des personnes âgées.
6. Jean Monchy, maire de Givenchy-le-Noble, chargé des équipements communautaires[2],[3].

### Liste des présidents
| Période       | Période                      | Identité          | Étiquette | Qualité                                                    |
| ------------- | ---------------------------- | ----------------- | --------- | ---------------------------------------------------------- |
| 2008          | avril 2014                   | Christiane Berton |           | Maire de Grand-Rullecourt (1995 → 2014)                    |
| 22 avril 2014 | En cours (au 4 février 2015) | Ernest Auchart    |           | Conseiller général (2001 → ) Maire d’Hannescamps (1977 → ) |